# Sura pyrocera
Sura pyrocera là một loài bướm đêm thuộc họ Sesiidae. Nó được biết đến ở Malawi và Mozambique.